# Hlušice
Hlušice är en ort i Tjeckien. Den ligger i den centrala delen av landet, 70 km öster om huvudstaden Prag. Hlušice ligger 255 meter över havet och antalet invånare är 761.
Terrängen runt Hlušice är platt. Runt Hlušice är det ganska tätbefolkat, med 124 invånare per kvadratkilometer. Närmaste större samhälle är Nový Bydžov, 6,7 km öster om Hlušice. Trakten runt Hlušice består till största delen av jordbruksmark.